# (405) Thia
(405) Thia est un astéroïde de la ceinture principale découvert par Auguste Charlois le 23 juillet 1895. Il fut nommé en honneur de Théia en mythologie grecque.